# Room 40

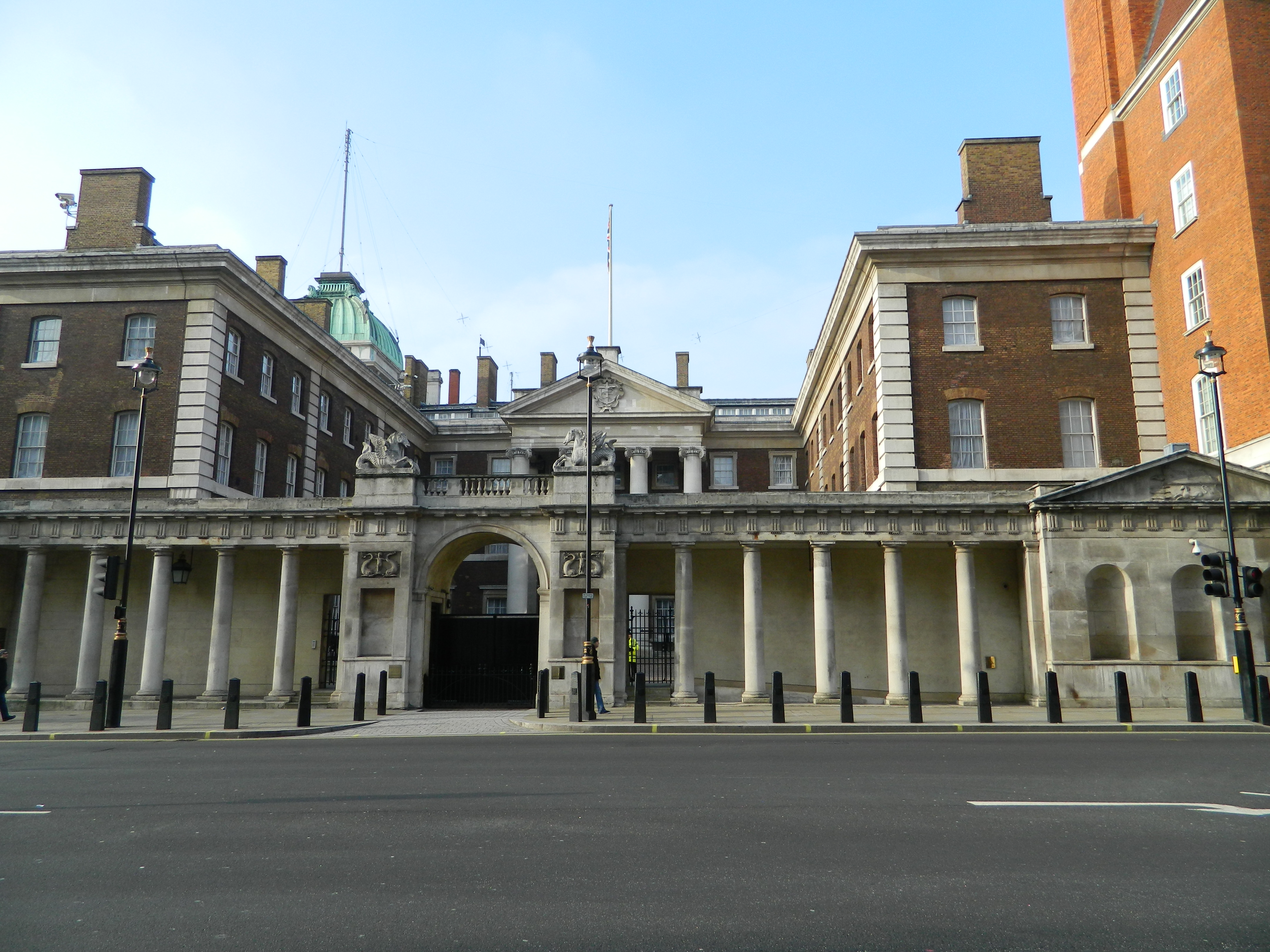
Veduta odierna del palazzo dell'Ammiragliato a Londra; la Room 40 si trovava al primo piano dell'ala nord dell'edificio

La Room 40 ("Stanza 40" in lingua inglese), anche detta 40 Old Building, 40 O.B. o NID25, era la sezione dell'Ammiragliato britannico incaricata delle attività di crittoanalisi per conto della Royal Navy durante la prima guerra mondiale; il suo nome era dovuto alla collocazione della struttura, appunto la stanza 40 del palazzo dell'Ammiragliato (o "Old Building") a Londra.
La Room 40 venne formata nell'ottobre 1914 a partire da una preesistente struttura di crittoanalisi messa in piedi dal direttore dell'intelligence navale britannica, l'ammiraglio Henry Oliver, con l'aiuto del professore universitario James Alfred Ewing, radioamatore ed esperto di cifrari per hobby. Ewing reclutò diversi esperti e traduttori dal tedesco per decrittare e decodificare i messaggi radio della Kaiserliche Marine intercettati da un'apposita rete di stazioni d'ascolto in Gran Bretagna. L'attività della Room 40 fu grandemente agevolata da una serie di catture di libri codice tedeschi effettuate all'inizio della guerra, in particolare quella del codice SKM ottenuta dal relitto dell'incrociatore SMS Magdeburg nell'agosto 1914; molto utile si rivelò anche l'estrema disinvoltura nelle comunicazioni radio da parte dei comandi tedeschi e la loro pratica di cambiare molto lentamente i codici e le cifrature in uso.
La Room 40 intercettò e decodificò moltissimi messaggi tedeschi nel corso del conflitto, anche se l'estrema segretezza che avvolgeva le attività della struttura fece sì che solo una piccola parte di questa massa di informazioni raggiunse effettivamente i comandanti sul campo per essere utilizzata operativamente; tra i maggiori successi della Room 40 vi furono l'intercettazione e la decodifica del telegramma Zimmermann e l'individuazione quasi periodica dei movimenti della flotta d'alto mare (Hochseeflotte) tedesca. Dopo la fine della guerra la struttura venne fusa con l'organizzazione equivalente del British Army per dare vita alla Government Code and Cypher School di Bletchley Park.

## Storia

### Le origini

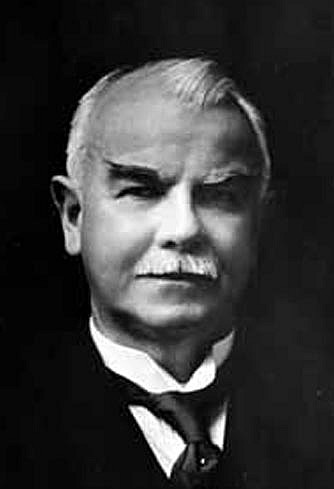
Il professor James Alfred Ewing, "padre" del servizio di decrittazione della Royal Navy

All'inizio della prima guerra mondiale nell'agosto 1914, né la Germania né il Regno Unito possedevano una stabile organizzazione per l'intercettamento dei messaggi radio del nemico e la decodifica di quelli che risultavano cifrati: la Royal Navy britannica possedeva un'unica stazione di ascolto per l'intercettazione dei messaggi radio nemici, situata a Stockton, ma un certo appoggio venne fornito dagli impianti del servizio postale e della Marconi Company, nonché da semplici privati che avevano accesso ad apparecchiature radio personali. Un gran numero di messaggi tedeschi intercettati prese ad affluire alla Naval Intelligence Division dell'Ammiragliato, ma non vi erano molte idee su come gestire questo afflusso di informazioni: il retroammiraglio Henry Oliver, alla direzione della Intelligence Division dal 1913, non disponeva di personale esperto nella decifratura delle comunicazioni in codice e decise quindi di rivolgersi a un amico, Sir Alfred Ewing, direttore della Naval Education, professore di ingegneria e radioamatore dilettante il quale coltivava come hobby l'elaborazione di cifrari. Visto che la formazione di personale esperto non era ritenuta una priorità, stante la supposta breve durata del conflitto in corso, a Ewing fu chiesto di mettere assieme un proprio gruppo di collaboratori di fiducia che lo aiutasse nel compito di decifrare i messaggi tedeschi intercettati.
Ewing si rivolse inizialmente al personale delle accademie navali di Osborne House e Dartmouth, stante il periodo di vacanze scolastiche e l'assegnazione degli studenti a compiti attivi: tra i primi a essere selezionati vi fu il professor Alastair Denniston, reclutato per la sua conoscenza del tedesco ma divenuto poi braccio destro di Ewing e secondo in comando nella nascente struttura; vari altri collaborarono temporaneamente alla nascita del nuovo centro di decifratura fino alla fine di settembre, tra cui il direttore dell'accademia di Osborne Charles Godfrey (il cui fratello divenne poi direttore della Naval Intelligence durante la seconda guerra mondiale), i due istruttori navali Parish e Curtiss e lo scienziato e professore di matematica Henderson del Greenwich Naval College. Questi volontari lavorarono alla violazione dei cifrari tedeschi a fianco delle loro normali occupazioni, e l'intera organizzazione dovette inizialmente operare dall'ufficio ordinario di Ewing il quale continuò a esercitare le sue funzioni di direttore della Naval Education: non era infrequente che il team di decifratori dovesse nascondersi precipitosamente nella stanza della segretaria di Ewing quando questi riceveva qualche visita connessa alle sue funzioni ordinarie. Due delle prime reclute di Ewing furono anche R. D. Norton, ex funzionario del Foreign Office, e Lord Herschell, linguista ed esperto conoscitore della Persia: nessuno di loro aveva una qualche conoscenza in materia di crittografia, ma furono selezionati per la loro conoscenza del tedesco e l'affidabilità dimostrata nel mantenere i segreti.
Un'organizzazione simile a quella messa in piedi da Ewing fu sviluppata dalla Military Intelligence del War Office: la struttura, nota come MI1b, era diretta dal colonnello Macdonagh il quale propose che le due organizzazioni lavorassero assieme. Poco successo fu ottenuto dalle due strutture tranne che nell'organizzazione di un sistema di raccolta e archiviazione dei messaggi, almeno fino a quando i servizi di intelligence francesi non ottennero delle copie dei cifrari militari tedeschi: le due organizzazioni britanniche lavorarono quindi di concerto nella decifratura delle comunicazioni dell'esercito tedesco riguardanti le operazioni sul fronte occidentale. Un amico di Ewing, un avvocato di nome di Russell Clarke, e un suo amico, il colonnello Hippisley, avvicinarono Ewing per spiegargli di come avevano intercettato dei messaggi radio tedeschi; Ewing li reclutò entrambi e insieme a un altro volontario, Leslie Lambert (poi divenuto celebre come annunciatore della BBC con il nome d'arte di A. J. Alan), li assegnò a una stazione di guardia costiera vicino a Hunstanton nel Norfolk: Hunstanton e la stazione di Stockton divennero poi il cuore del sistema di intercettazioni radio britannico (noto come 'Y' service), il quale crebbe a tal punto da riuscire a intercettare praticamente tutte le comunicazioni radio ufficiali dei tedeschi. Alla fine di settembre, tuttavia, gran parte del personale reclutato presso le scuole navali (con l'eccezione di Denniston) tornò alle sue normali occupazioni: senza alcun mezzo per decodificare i messaggi della marina tedesca c'era poco lavoro specificamente navale da fare.

### La cattura del codice SKM

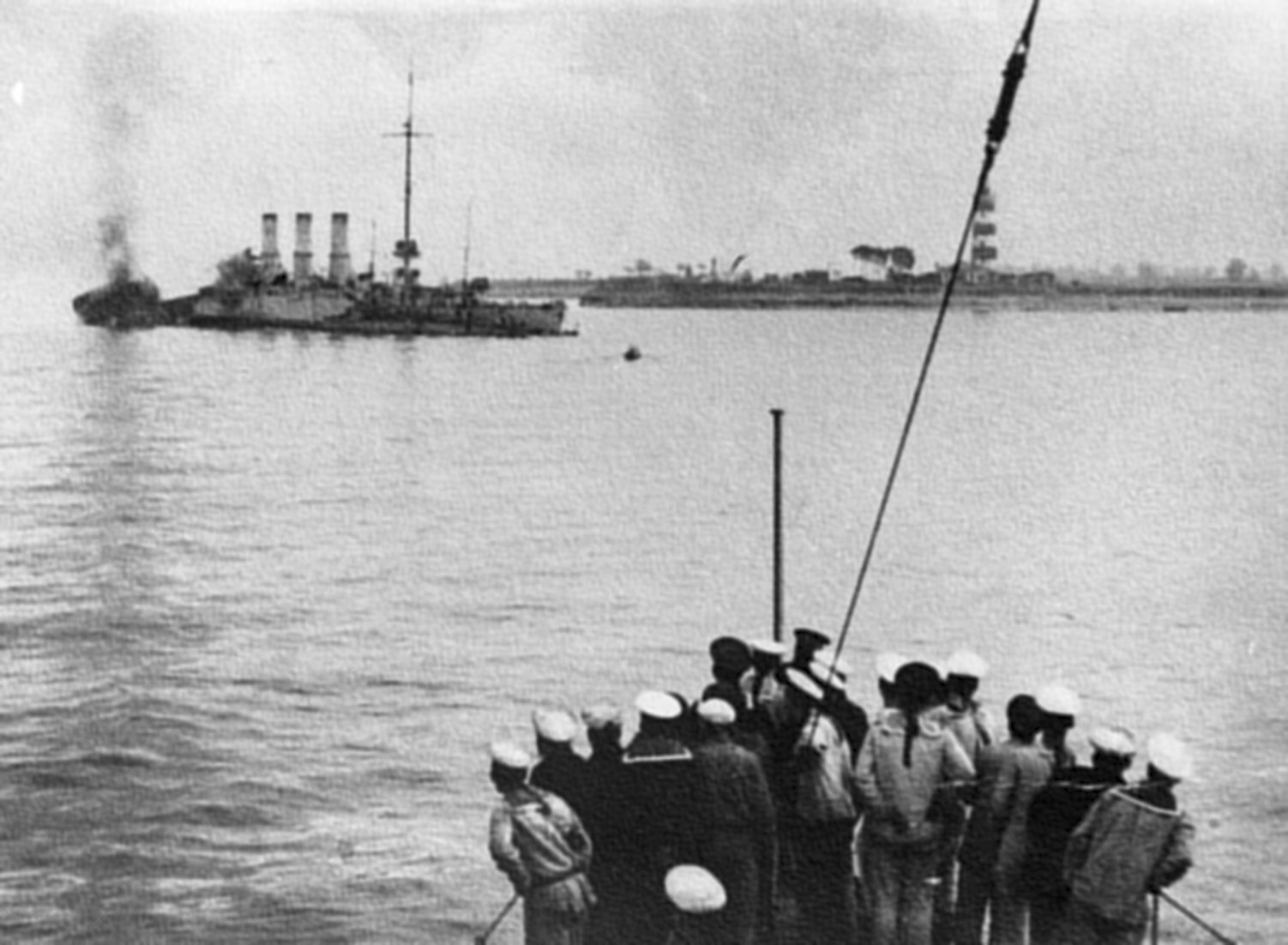
L'incrociatore SMS Magdeburg arenato al largo dell'isola di Odensholm

Il primo successo dei decrittatori navali britannici si ebbe nell'ottobre 1914. Il 26 agosto 1914 una formazione navale tedesca compì una scorreria contro i russi all'imboccatura del golfo di Finlandia: persosi nella nebbia, l'incrociatore leggero SMS Magdeburg finì per arenarsi contro la costa dell'isola di Odensholm, nell'odierna Estonia, e sotto l'attacco di due incrociatori russi intervenuti sul luogo il comandante dell'unità, capitano di corvetta Richard Habenicht, ordinò di evacuare l'equipaggio su uno dei cacciatorpediniere di scorta e di predisporre la nave per l'autoaffondamento; nella confusione tuttavia le cariche di demolizione furono fatte detonare prematuramente provocando feriti tra l'equipaggio ancora a bordo, e prima che i documenti segreti di bordo fossero distrutti Habenicht e altri cinquantasette tedeschi furono fatti prigionieri dai russi.
Ispezionando il relitto del Magdeburg, i russi rinvennero tre copie del Signalbuch der Kaiserlichen Marine ("Libro dei segnali della Marina imperiale" o SKM), il libro codice contenente le chiavi di cifratura del sistema di codifica delle comunicazioni radio della flotta tedesca, unitamente a una carta geografica grigliata del mar Baltico e al diario di guerra dell'unità. I russi trattennero per sé le copie del SKM numerate con 145 e 974, ma decisero di cedere una terza copia del libro, numerata con 151, ai britannici: l'incrociatore HMS Theseus raggiunse Murmansk il 7 settembre e rientrò in patria il 10 ottobre recando con sé il libro e due ufficiali di collegamento russi; il libro stesso fu formalmente consegnato al primo lord dell'Ammiragliato Winston Churchill il 13 ottobre seguente.
Lo SKM di per sé era incompleto come mezzo di decodifica dei messaggi, visto che essi erano normalmente cifrati così come codificati, e quelli che potevano essere immediatamente tradotti erano per lo più rapporti meteorologici; l'ufficiale pagatore C. J. E. Rotter, un esperto di tedesco della divisione di intelligence della marina, fu incaricato di utilizzare il cifrario SKM per interpretare i messaggi radio intercettati, molti dei quali risultarono incomprensibili in quanto non fu capito che essi erano anche codificati. Un modo per risolvere il problema fu ottenuto da una serie di messaggi trasmessi dalla stazione radio tedesca di Norddeich, i quali erano numerati tutti in sequenza e poi ri-cifrati; la cifratura fu rotta, di fatto due volte di seguito visto che fu cambiata dai tedeschi un paio di giorni dopo che i britannici l'avevano risolta una prima volta, e fu stabilito un protocollo generale per interpretare i messaggi: la cifratura adottata dai tedeschi era una semplice cifratura a sostituzione dove ogni lettera era sostituita con un'altra secondo una precisa tabella. Rotter iniziò a lavorare sul SKM a metà ottobre, ma fu tenuto separato dagli altri decodificatori britannici fino a novembre, quando la cifratura tedesca fu rotta.
I messaggi intercettati risultarono rapporti dell'intelligence tedesca sulle sortite delle navi alleate, il che era interessante ma non vitale. Russell Clarke dello 'Y' service osservò che simili messaggi in codice venivano trasmessi su onde corte, ma non venivano intercettati a causa della carenza di apparecchiature riceventi e in particolare di antenne; il centro di ascolto di Hunstanton ricevette quindi istruzione di smettere di ascoltare i segnali militari dell'esercito tedesco e di concentrarsi invece sul monitoraggio delle onde corte per un periodo di prova di un fine settimana: come risultato, i britannici intercettarono preziose comunicazioni sui movimenti della flotta d'alto mare tedesca (Hochseeflotte), di primaria importanza da un punto di vista navale. Hunstanton fu quindi destinato unicamente all'intercettazione dei messaggi della marina tedesca, e il personale navale fu immediatamente ritirato dalla collaborazione con i colleghi dell'esercito per concentrarsi unicamente su questo nuovo compito; visto che la rottura del cifrario SKM era stata rigorosamente tenuta segreta, questo improvviso cambiamento provocò cattivi rapporti tra i servizi di decodifica della marina e dell'esercito, che come risultato non collaborarono più tra di loro almeno fino al 1917.
Lo SKM (a volte abbreviato in SB in alcuni documenti tedeschi) era il codice normalmente usato durante le più importanti azioni della flotta tedesca: questo era un derivato del normale libro dei segnali navali usato tanto dai britannici quanto dai tedeschi, il quale illustrava migliaia di istruzioni predeterminate per la manovra delle navi che potevano essere rappresentate da precise combinazioni di bandierine colorate o lampi di luce dei riflettori di segnalazione. Lo SKM conteneva 34 300 istruzioni codificate, rappresentate da combinazioni di tre lettere, mentre messaggi non codificati potevano essere rappresentati dalla compitazione di ogni singola lettera; il codice impiegava poi per identificare una singola nave combinazioni di tre lettere precedute dal carattere beta. L'impiego da parte dello SKM di quattro simboli non presenti nell'ordinario codice Morse (i caratteri alfa, beta, gamma e rho) causò inizialmente una certa confusione nei britannici finché i decrittatori non impararono a riconoscerli e ad adottare un sistema standard per trascriverli.
Le stesse dimensioni del SKM furono una delle ragioni per cui esso non poteva essere facilmente cambiato dai tedeschi, e pertanto il codice rimase in uso senza variazioni fino all'estate del 1916 quando fu introdotto il nuovo FFB (Flottenfunkspruchbuch); anche allora, tuttavia, diverse navi si rifiutarono di impiegare il nuovo codice perché la sua introduzione si rivelava troppo complicata, e il FFB non divenne di uso comune almeno fino al maggio 1917. La perdita del Magdeburg ingenerò negli stessi tedeschi alcuni dubbi sul fatto che lo SKM potesse essere caduto in mano nemica, e lo stesso principe Enrico di Prussia, comandante in capo delle forze navali tedesche nel Baltico, scrisse al comando della Hochseeflotte dicendosi sicuro che varie carte riservate, ivi compreso lo SKM, erano cadute in mano ai russi dopo la perdita dell'incrociatore; la marina tedesca prese in considerazione l'idea di una ricifratura dei codici, ma la nuova chiave di cifratura usata per questo non fu introdotta fino al 20 ottobre e poi non cambiata per altri tre mesi. La tabella di sostituzione effettiva utilizzata per cifrare era prodotta da un dispositivo meccanico con scivoli e scomparti per le lettere; gli ordini di modificare le chiavi di cifratura erano a loro volta inviati per radio, e spesso la confusione durante il periodo di transizione faceva sì che messaggi inviati prima con la nuova cifratura venivano subito dopo ripetuti con la vecchia cifratuta. Cambiamenti radicali del sistema continuarono ad avvenire raramente, solo sei volte dal marzo 1915 fino alla fine dell'anno, anche se poi aumentarono di frequenza nel 1916.
Non ci fu alcuna immediata cattura del codice FFB che potesse aiutare l'Ammiragliato nella sua decifratura, ma una serie di pazienti studi su vecchie comunicazioni, in particolare quelle provenienti dal Baltico, portarono a una sua ricostruzione da parte dei britannici: ora che il sistema era stato capito, gli specialisti della Room 40 potevano rompere una nuova chiave di cifratura nel giro di tre o quattro giorni dalla sua introduzione, e potevano riprodurre gran parte di un nuovo libro di codici nel giro di due mesi. Un rapporto del 1934 da parte di uno specialista di intelligence tedesco, il capitano di corvetta Kleikamp, concluse che la perdita del Magdeburg e dei suoi libri codice costituì un disastro, non da ultimo perché non fu fatto alcun serio tentativo per introdurre nuovi codici più sicuri.

### La cattura del codice HVB
Il secondo più importante codice per le comunicazioni navali utilizzato dai tedeschi cadde parimenti in mano ai britannici molto presto nel conflitto. L'11 agosto 1914 le autorità australiane catturarono il mercantile tedesco Hobart mentre era all'ancora nella baia di Port Phillip vicino a Melbourne: lo Hobart non aveva ricevuto notizia dello scoppio del conflitto, e una squadra d'abbordaggio australiana riuscì a salire a bordo indisturbata con la scusa di una ispezione di quarantena; il capitano del mercantile fu posto sotto sorveglianza, e scoperto nottetempo mentre cercava di nascondere alcuni documenti. Gli australiani misero quindi le mani sul Handelsverkehrsbuch (HVB), il libro codice impiegato dalla marina tedesca per comunicare con la sua flotta di mercantili e utilizzato anche dalla Hochseeflotte; la notizia del ritrovamento non raggiunse Londra fino al 9 settembre seguente, e una copia del testo arrivò materialmente nel Regno Unito solo alla fine di ottobre.
Lo HVB fu inizialmente assegnato nel 1913 a tutte le navi da guerra dotate di radio, ai comandi navali e alle stazioni costiere; fu inoltre assegnato anche agli uffici direttivi delle diciotto compagnie di navigazione della Germania per le comunicazioni via radio con i loro mercantili in mare. Il codice impiegava 450 000 combinazioni di quattro lettere per rappresentare un certo concetto, oltre ad altri gruppi di dieci lettere per l'impiego nei cablogrammi. Il codice era impiegato in particolare dalle forze leggere come le unità di pattuglia e per compiti di routine come le manovre di entrata e uscita dai porti; fu poi adottato anche dagli U-boot, ma con una chiave di cifratura più complessa: tuttavia, le complicanze del loro essere in mare per lunghi periodi faceva sì che i codici fossero modificati mentre erano lontani e molto spesso i messaggi dovevano essere ripetuti con la vecchia chiave, fornendo quindi informazioni immediate su quella nuova. L'intelligence tedesca fu messa sull'avviso fin dal novembre 1914 circa il fatto che lo HVB fosse caduto in mano al nemico, come risultò da alcuni messaggi intercettati che mettevano in guardia sulla compromissione del codice, ma esso non fu cambiato fino al 1916.
Lo HVB fu rimpiazzato nel 1916 dall'Allgemeinefunkspruchbuch (AFB), unitamente all'introduzione di un nuovo metodo di cifratura. I britannici ottennero una buona comprensione della nuova cifratura da trasmissioni di prova fatte prima della sua introduzione ufficiale: il nuovo codice aveva più gruppi del suo predecessore ma composti solo da combinazioni di due lettere; una copia del libro fu rinvenuta poi sul relitto di uno Zeppelin abbattuto, seguita da altri esemplari catturati su U-boot affondati.

### La cattura del codice VB
Un terzo libro codice dei tedeschi fu rinvenuto dai britannici al termine della battaglia al largo di Texel del 17 ottobre 1914: quattro cacciatorpediniere tedeschi furono intercettati al largo dell'isola di Texel nel Mare del Nord da una formazione navale britannica e tutti affondati al termine di un duro scontro; il 30 novembre un peschereccio britannico, al lavoro nella zona, rinvenne una cassa sigillata gettata in mare dal comandante della flottiglia tedesca, il capitano di corvetta Georg Thiele del cacciatorpediniere S119, perito nello scontro: la cassa conteneva una copia del Verkehrsbuch (VB), un libro codice normalmente usato dagli ufficiali comandanti della marina tedesca.
Il codice VB consisteva in 100 000 gruppi di cinque numeri ognuno dei quali corrispondeva a un preciso significato; il codice era normalmente utilizzato nelle comunicazioni via cavo transnazionali con gli addetti navali presso le ambasciate e i consolati all'estero, ma era utilizzato anche dagli ufficiali anziani come codice alternativo di codifica dei propri messaggi. La sua cattura rappresentò un importante successo per i britannici, che ebbero così modo di decodificare le comunicazioni tra Berlino e i suoi addetti navali nelle ambasciate in Paesi neutrali, a Madrid, Washington, Buenos Aires e Pechino. Nel 1917 gli addetti navali passarono a un nuovo codice, ma nonostante solo 70 messaggi basati su di esso fossero stati intercettati anch'esso fu violato dagli specialisti britannici; il VB rimase comunque in uso per tutta la durata della guerra: più volte ricifrato, fu ripetutamente violato nel giro di pochi giorni dal professor Walter Horace Bruford, divenuto ormai un esperto del VB.

### La nascita della Room 40

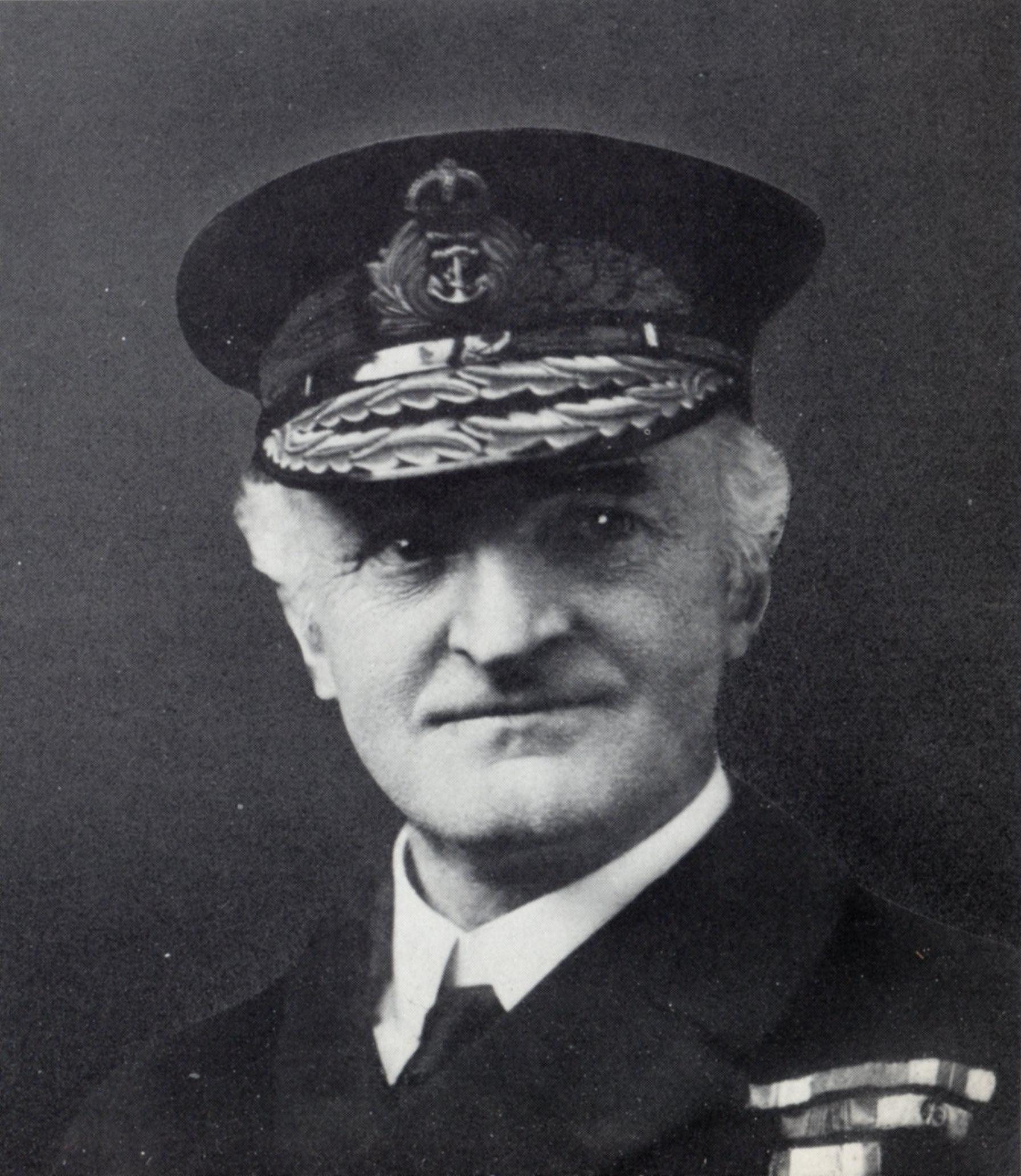
Il capitano (poi ammiraglio) William Hall

All'inizio del novembre 1914 il capitano William Hall sostituì nella carica di direttore dell'intelligence navale britannica l'ammiraglio Oliver, trasferito alla segreteria del primo lord dell'ammiragliato; Hall era stato il comandante dell'incrociatore da battaglia Queen Mary, ma aveva dovuto rinunciare al suo incarico a causa della sua salute malferma: a dispetto della natura accidentale della sua nomina, il capitano si rivelò comunque un eccellente direttore dell'intelligence navale.
Una volta che l'organizzazione di decrittazione iniziò a produrre i suoi primi risultati, divenne necessario trasferirla in una sede più formale invece di continuare a farla operare dall'ufficio personale di Ewing. Il 6 novembre 1914 l'organizzazione fu quindi trasferita nella "stanza 40" del palazzo dell'Ammiragliato (Admiralty Old Building), e "Room 40" passò quindi a designare l'organizzazione stessa; la stanza 40 era situata al primo piano dell'ala nord del palazzo, affacciata sul cortile interno dell'Ammiragliato e in una posizione un po' discosta, sebbene fosse posta lungo lo stesso corridoio della sala riunioni e dell'ufficio personale del primo lord del mare. Oltre al primo ministro, al primo lord dell'Ammiragliato e al primo lord del mare, solo pochissimi alti ufficiali erano a conoscenza dell'esistenza della struttura: il secondo lord del mare, il segretario dell'Ammiragliato, il capo dello staff, il direttore della divisione operazioni e tre capitani di servizio.
Tutti i messaggi ricevuti e decrittati erano posti sotto completo segreto, con copie passate unicamente al capo dello staff e al direttore dell'intelligence. Fu deciso che un funzionario dell'intelligence dovesse fornire una revisione dei messaggi decifrati e una loro interpretazione alla luce di altre informazioni riservate ricevute: inizialmente fu designato per questo compito l'ufficiale pagatore Rotter, il primo a violare il codice SKM, ma questi preferì continuare con il suo lavoro di decrittazione e l'incarico andò al comandante Herbert Hope, già dotato di esperienza nella tracciatura dei movimenti delle navi nemiche. Hope fu inizialmente sistemato in un piccolo ufficio nell'ala ovest dell'Ammiragliato, la zona riservata all'intelligence, dove attendeva pazientemente i messaggi approvati perché fossero da lui esaminati; i rapporti di Hope tentavano di dare un senso a ciò che gli veniva riferito e di fare osservazioni utili in merito, ma senza accesso alle informazioni più ampie le sue prime osservazioni era di scarso aiuto. Solo il 16 novembre, dopo una riunione con il primo lord del mare Sir John Fisher, a Hope fu dato pieno accesso alla Room 40: il comandante non sapeva nulla né di decrittazione né di tedesco, ma lavorò insieme ai decrittatori e ai traduttori fornendo loro informazioni dettagliate in materia di procedure navali e aiutando così a restituire delle traduzioni più affidabili dei messaggi decrittati.

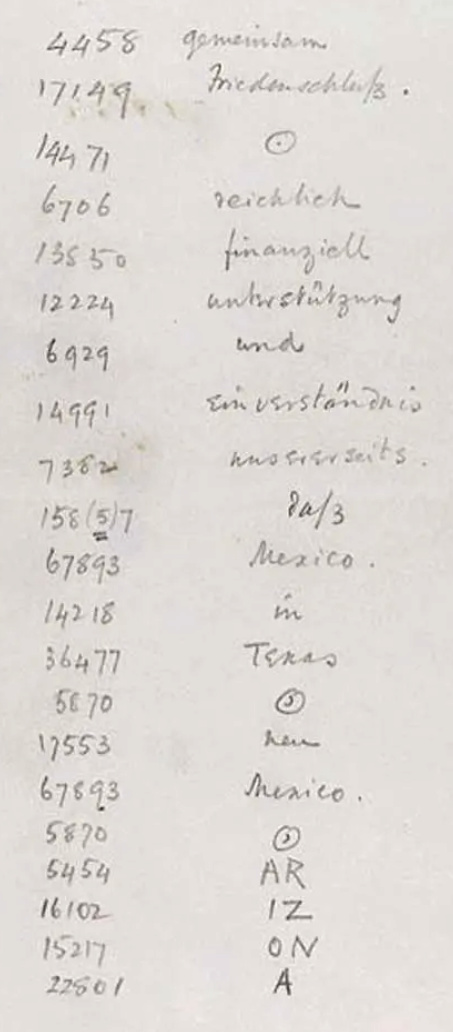
Il telegramma Zimmermann così come venne decifrato dalla Room 40

All'aumentare dei messaggi che venivano decifrati, divenne parte del lavoro di Hope decidere quali di essi erano privi di importanza e potevano essere cestinati, e quali invece dovevano essere divulgati al di fuori della Room 40. La flotta tedesca aveva l'abitudine di trasmettere via radio ogni giorno l'esatta posizione di ciascuna unità e di dare rapporti periodici di posizione quando esse si trovavano in navigazione: ciò rese possibile ricostruire un quadro preciso dei normali movimenti della Hochseeflotte, in particolare per quanto riguardava il passaggio attraverso le rotte sicure tracciate nei campi di mine difensive; ogni volta che si notava un cambiamento nei movimenti di routine, poi, ciò poteva rappresentare un'avvisaglia della preparazione di qualche operazione importante. Anche se i vertici di alto livello della marina ricevevano rapporti periodici, comunque, gran parte delle informazioni non lasciava mai la Room 40, visto che un'altissima priorità era data al mantenimento del segreto circa la violazione dei codici tedeschi: nessuna comunicazione basata su informazioni ottenute dalla Room 40 poteva essere rilasciata all'esterno dell'Ammiragliato senza l'approvazione personale dell'ammiraglio Oliver, del primo lord del mare o del primo lord dell'Ammiragliato; sebbene alcuni alti comandanti operativi della Royal Navy fossero a conoscenza dell'opera di intercettazione delle comunicazioni radio tedesche, poche delle informazioni arrivavano a loro. Gli stessi membri della Room 40 convennero che non fu mai fatto un pieno impiego delle informazioni che avevano raccolto, a causa dell'estrema segretezza e della proibizione a scambiare informazioni con gli altri servizi di intelligence o con gli organi di pianificazione delle operazioni.

### Attività principali
Sia i servizi di intercettazione britannici sia quelli tedeschi avviarono all'inizio del 1915 sperimentazioni con apparecchi di radiolocalizzazione. Il capitano Round della Marconi Company aveva condotto alcuni esperimenti per conto dell'esercito in Francia e il capitano Hall lo istruì perché creasse un sistema di radiolocalizzazione per conto della marina: questo fu situato inizialmente a Chelmsford ma poi spostato a Lowestoft, e dopo i primi successi si aggiunsero altri centri a Lerwick, Aberdeen, York, Flamborough Head e Birchington; entro il maggio 1915 l'Ammiragliato era in grado di tracciare la posizione dei sommergibili tedeschi operanti nel Mare del Nord sulla base delle loro trasmissioni radio. Vari centri di radiolocalizzazione operavano anche come stazioni di intercettazione dello 'Y' service, ma una sezione apposita fu poi creata all'interno della Room 40 per tracciare la posizione delle navi tedesche sulla base dei rapporti ottenuti. Un separato gruppo di cinque stazioni fu poi realizzato in Irlanda per il tracciamento delle unità tedesche in navigazione a ovest delle Isole britanniche.
La Room 40 arrivò a disporre di informazioni molto accurate sulla posizione delle navi da guerra tedesche, ma la priorità per l'Ammiragliato rimase quella di mantenere il più assoluto segreto su queste conoscenze: inizialmente Hope poteva prendere visione delle relazioni periodiche elaborate dall'intelligence circa la posizione delle navi tedesche affinché potesse correggerle sulla base dei rapporti della Room 40, ma questa pratica fu poi interrotta per paura di rivelare troppe informazioni; dal giugno 1915 si smise di inviare regolari rapporti di intelligence ai comandanti operativi limitandosi a inoltrarli al solo comandante della Grand Fleet ammiraglio John Jellicoe, l'unico inoltre ad avere accesso alle accurate carte dei campi minati tedeschi elaborate sulla base delle informazioni ottenute dalla Room 40. La Room 40 continuò a beneficiare enormemente dell'uso disinvolto che le navi tedesche facevano delle comunicazioni radio, dei messaggi di routine che si scambiavano continuamente e dell'abitudine a trasmettere sempre a piena potenza, cosa che rendeva più facile intercettare i messaggi, analizzarli e confrontarli. Nessun tentativo fu fatto dai tedeschi per limitare il proprio traffico radio almeno fino al 1917, e anche allora le limitazioni furono imposte più per paura degli apparecchi di radiolocalizzazione dei britannici che per timore di una violazione dei codici di cifratura.
Le attività della Room 40 non coinvolsero più di 50 specialisti, oltre a del personale di supporto; nel corso della guerra si stimò che l'organizzazione avesse decodificato circa 15 000 messaggi radio tedeschi, un numero enorme considerato che tutto il lavoro veniva fatto a mano senza l'ausilio di apparecchiature elettroniche. Tra i maggiori successi ottenuti dai britannici grazie alle informazioni raccolte dalla Room 40 figurarono l'intercettazione del cosiddetto "telegramma Zimmermann", e la localizzazione della posizione della flotta tedesca nel corso delle battaglie di Dogger Bank e dello Jutland. Alfred Ewing diresse le attività della Room 40 fino al maggio 1917, quando lasciò l'incarico e fu rimpiazzato dallo stesso capitano William Hall.
Alla fine della prima guerra mondiale, nel 1919 la Room 40 venne fusa con l'equivalente struttura dell'esercito, la MI1b, per dare vita alla Government Code and Cypher School di Bletchley Park; dopo la seconda guerra mondiale la struttura si trasferì a Cheltenham e assunse la denominazione di Government Communications Headquarters.